# Megapalaelodus
Megapalelodus (del Griego Mega = gran; palaeo = antiguo; dus = diente?) es un género extinto de aves, incluye flamencos primitivos que vivieron en el Oligoceno superior - Plioceno inferior. Su pico era, posiblemente, menos curvo que en las especies actuales. Eran semejantes a los flamencos del género Palaelodus, aunque eran mucho mayores. Se han encontrado fósiles en América del Norte y Europa, que en general son partes de las patas. Tiene su validación como género argumentada por Brodkorb (1961), Cheneval (1983) y Baird & Rich.

## Especies
- M. conectens H. A. H. Miller, 1944 - Mioceno Inferior - Estados Unidos de América.
- M. goliath Milne Edwards, 1863 - Mioceno Inferior - Francia.
- M. opsigonus Brodkorb, 1961 - Plioceno - Estados Unidos de América.